# Danh sách nhân vật trong trong Supernatural

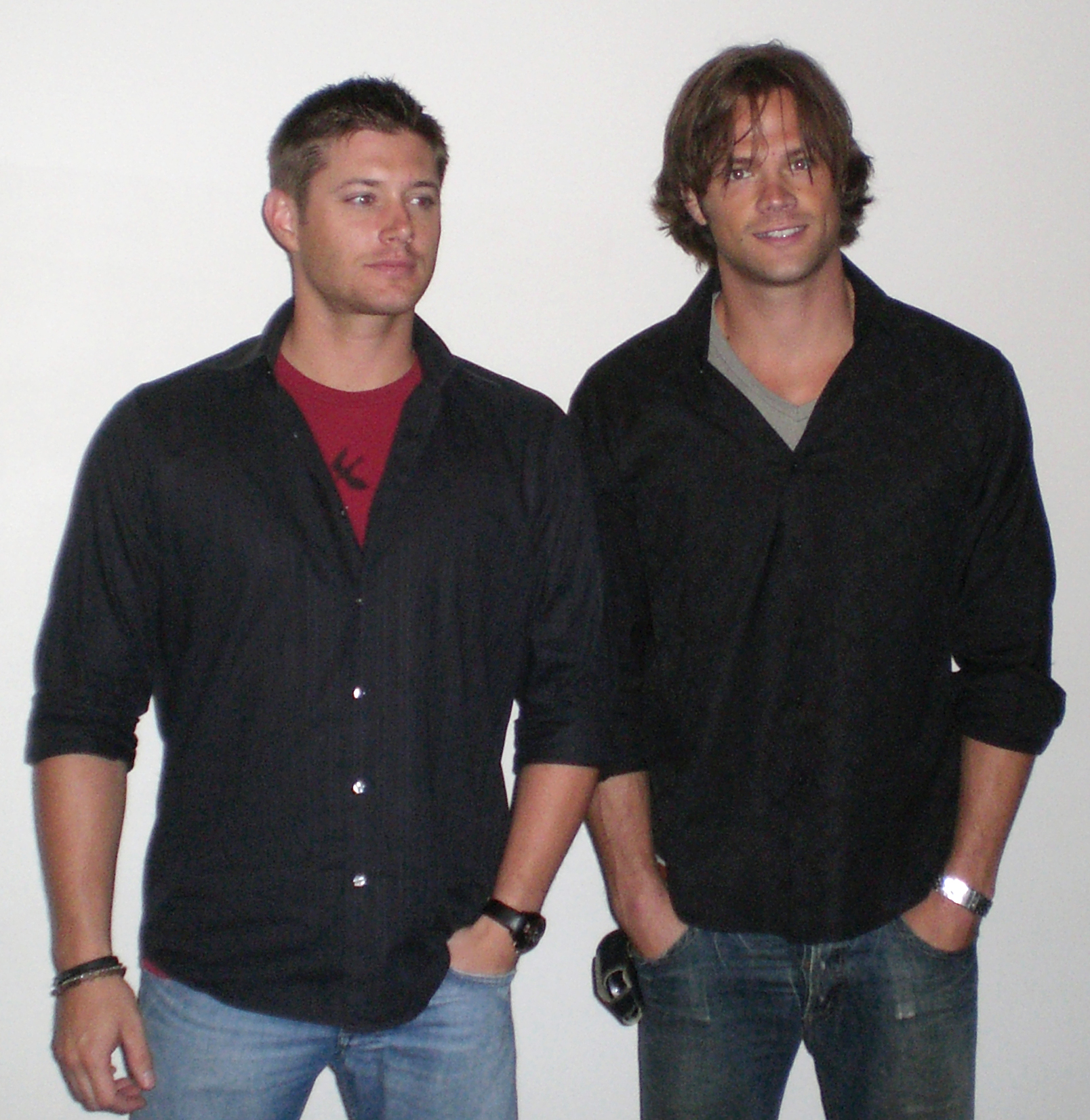
Jensen Ackles thủ vai Dean Winchester (trái) và Jared Padalecki thủ vai Sam Winchester (phải)

Supernatural là một bộ phim truyền hình Mỹ được tạo ra bởi biên kịch và nhà sản xuất Eric Kripke, và bước đầu được phát sóng trên kênh The WB. Sau phần đầu tiên, The WB và UPN sáp nhập lại thành The CW, đó là kênh phát sóng phim hiện nay tại Hoa Kỳ.
Bộ phim có hai nhân vật chính: Jared Padalecki trong vai Sam Winchester và Jensen Ackles trong vai Dean Winchester, hai anh em đi khắp đất nước trên một chiếc Chevrolet Impala đời 1967 màu đen để săn quỷ, sinh vật siêu nhiên, và các hình thái siêu linh, huyền bí khác, nhiều trong số đó dựa vào văn hóa dân gian, thần thoại và truyền thuyết thành thị của Mỹ. Ngoài ra, Supernatural còn cho thấy mối quan hệ giữa hai anh em và cha của họ, John Winchester, khi họ tìm cách trả thù và thấu hiểu lý do vì sao mẹ của họ bị giết dưới tay của con quỷ Azazel.
Supernatural có nhiều diễn viên khách mời, định kỳ tham gia vào cốt truyện trải dài cả một phần. Thỉnh thoảng, những tình tiết của các nhân vật định kỳ, khách mời sẽ kéo dài nhiều phần. Sau cái chết của cha Sam và Dean trong phần hai, thợ săn Bobby Singer trở thành người cha thứ hai của họ. Các khách mời định kỳ xuất hiện ở những thời điểm khác nhau để giúp tiếp tục cốt truyện của phim như là con quỷ Ruby hay thiên thần Castiel. Phim cũng có những sự xuất hiện định kỳ của các con quỷ, thiên thần và thợ săn khác.

## Dàn diễn viên

### Trọng tâm
| Diễn viên         | Nhân vật        | Phần     | Phần     | Phần     | Phần     | Phần     | Phần     | Phần      | Phần     | Phần     | Phần     | Phần     | Phần      | Phần     |
| Diễn viên         | Nhân vật        | 1        | 2        | 3        | 4        | 5        | 6        | 7         | 8        | 9        | 10       | 11       | 12        | 13       |
| ----------------- | --------------- | -------- | -------- | -------- | -------- | -------- | -------- | --------- | -------- | -------- | -------- | -------- | --------- | -------- |
| Jared Padalecki   | Sam Winchester  | Chính    | Chính    | Chính    | Chính    | Chính    | Chính    | Chính     | Chính    | Chính    | Chính    | Chính    | Chính     | Chính    |
| Jensen Ackles     | Dean Winchester | Chính    | Chính    | Chính    | Chính    | Chính    | Chính    | Chính     | Chính    | Chính    | Chính    | Chính    | Chính     | Chính    |
| Katie Cassidy     | Ruby            | Vắng mặt | Vắng mặt | Chính    | Vắng mặt | Vắng mặt | Vắng mặt | Vắng mặt  | Vắng mặt | Vắng mặt | Vắng mặt | Vắng mặt | Vắng mặt  | Vắng mặt |
| Genevieve Cortese | Ruby            | Vắng mặt | Vắng mặt | Vắng mặt | Định kỳ  | Vắng mặt | Vắng mặt | Vắng mặt  | Vắng mặt | Vắng mặt | Vắng mặt | Vắng mặt | Vắng mặt  | Vắng mặt |
| Lauren Cohan      | Bela Talbot     | Vắng mặt | Vắng mặt | Chính    | Vắng mặt | Vắng mặt | Vắng mặt | Vắng mặt  | Vắng mặt | Vắng mặt | Vắng mặt | Vắng mặt | Vắng mặt  | Vắng mặt |
| Misha Collins     | Castiel         | Vắng mặt | Vắng mặt | Vắng mặt | Định kỳ  | Chính    | Chính    | Khách mời | Chính    | Chính    | Chính    | Chính    | Chính     | Chính    |
| Mark A. Sheppard  | Crowley         | Vắng mặt | Vắng mặt | Vắng mặt | Vắng mặt | Định kỳ  | Định kỳ  | Định kỳ   | Định kỳ  | Định kỳ  | Chính    | Chính    | Chính     | Vắng mặt |
| Mark Pellegrino   | Lucifer         | Vắng mặt | Vắng mặt | Vắng mặt | Vắng mặt | Định kỳ  | Vắng mặt | Định kỳ   | Vắng mặt | Vắng mặt | Vắng mặt | Định kỳ  | Chính     | Chính    |
| Alexander Calvert | Jack            | Vắng mặt | Vắng mặt | Vắng mặt | Vắng mặt | Vắng mặt | Vắng mặt | Vắng mặt  | Vắng mặt | Vắng mặt | Vắng mặt | Vắng mặt | Khách mời | Chính    |

### Định kỳ
| Diễn viên               | Nhân vật            | Phần      | Phần      | Phần      | Phần      | Phần      | Phần      | Phần      | Phần      | Phần      | Phần      | Phần      | Phần      |          |
| Diễn viên               | Nhân vật            | 1         | 2         | 3         | 4         | 5         | 6         | 7         | 8         | 9         | 10        | 11        | 12        |          |
| ----------------------- | ------------------- | --------- | --------- | --------- | --------- | --------- | --------- | --------- | --------- | --------- | --------- | --------- | --------- | -------- |
| Samantha Smith*         | Mary Winchester     | Khách mời | Khách mời | Vắng mặt  | Khách mời | Khách mời | Khách mời | Vắng mặt  | Vắng mặt  | Vắng mặt  | Vắng mặt  | Khách mời | Định kỳ   |          |
| Jeffrey Dean Morgan*    | John Winchester     | Định kỳ   | Khách mời | Vắng mặt  | Khách mời | Khách mời | Vắng mặt  | Vắng mặt  | Khách mời | Vắng mặt  | Vắng mặt  | Khách mời | Vắng mặt  |          |
| Adrianne Palicki        | Jessica Moore       | Khách mời | Khách mời | Vắng mặt  | Vắng mặt  | Khách mời | Vắng mặt  | Vắng mặt  | Vắng mặt  | Vắng mặt  | Vắng mặt  | Vắng mặt  | Vắng mặt  |          |
| Nicki Aycox             | Meg Masters         | Định kỳ   | Vắng mặt  | Vắng mặt  | Khách mời | Vắng mặt  | Vắng mặt  | Vắng mặt  | Vắng mặt  | Vắng mặt  | Vắng mặt  | Vắng mặt  | Vắng mặt  |          |
| A.J. Buckley            | Ed Zeddmore         | Khách mời | Vắng mặt  | Khách mời | Khách mời | Khách mời | Vắng mặt  | Vắng mặt  | Vắng mặt  | Khách mời | Vắng mặt  | Vắng mặt  | Vắng mặt  |          |
| Travis Wester           | Harry Spengler      | Khách mời | Vắng mặt  | Khách mời | Khách mời | Khách mời | Vắng mặt  | Vắng mặt  | Vắng mặt  | Khách mời | Vắng mặt  | Vắng mặt  | Vắng mặt  |          |
| Jim Beaver*             | Bobby Singer        | Khách mời | Định kỳ   | Định kỳ   | Định kỳ   | Định kỳ   | Định kỳ   | Định kỳ   | Khách mời | Khách mời | Khách mời | Khách mời | Vắng mặt  |          |
| Lindsey McKeon          | Tessa               | Vắng mặt  | Khách mời | Vắng mặt  | Khách mời | Vắng mặt  | Khách mời | Vắng mặt  | Vắng mặt  | Khách mời | Vắng mặt  | Vắng mặt  | Vắng mặt  |          |
| Samantha Ferris         | Ellen Harvelle      | Vắng mặt  | Định kỳ   | Vắng mặt  | Vắng mặt  | Khách mời | Khách mời | Vắng mặt  | Vắng mặt  | Vắng mặt  | Vắng mặt  | Vắng mặt  | Vắng mặt  |          |
| Alona Tal               | Jo Harvelle         | Vắng mặt  | Định kỳ   | Vắng mặt  | Vắng mặt  | Khách mời | Vắng mặt  | Khách mời | Vắng mặt  | Vắng mặt  | Vắng mặt  | Vắng mặt  | Vắng mặt  |          |
| Chad Lindberg           | Ash                 | Vắng mặt  | Định kỳ   | Vắng mặt  | Vắng mặt  | Định kỳ   | Vắng mặt  | Vắng mặt  | Vắng mặt  | Vắng mặt  | Vắng mặt  | Vắng mặt  | Vắng mặt  |          |
| Charles Malik Whitfield | Victor Henriksen    | Vắng mặt  | Khách mời | Khách mời | Khách mời | Vắng mặt  | Vắng mặt  | Vắng mặt  | Vắng mặt  | Vắng mặt  | Vắng mặt  | Vắng mặt  | Vắng mặt  | Vắng mặt |
| Cindy Sampson           | Lisa Braeden        | Vắng mặt  | Vắng mặt  | Khách mời | Vắng mặt  | Khách mời | Định kỳ   | Vắng mặt  | Vắng mặt  | Vắng mặt  | Vắng mặt  | Vắng mặt  | Vắng mặt  |          |
| Nicholas Elia           | Ben Braeden         | Vắng mặt  | Vắng mặt  | Khách mời | Vắng mặt  | Vắng mặt  | Định kỳ   | Vắng mặt  | Vắng mặt  | Vắng mặt  | Vắng mặt  | Vắng mặt  | Vắng mặt  |          |
| Carrie Ann Fleming*     | Karen Singer        | Vắng mặt  | Vắng mặt  | Khách mời | Vắng mặt  | Khách mời | Vắng mặt  | Khách mời | Vắng mặt  | Vắng mặt  | Vắng mặt  | Vắng mặt  | Vắng mặt  |          |
| Steven Williams         | Rufus Turner        | Vắng mặt  | Vắng mặt  | Khách mời | Vắng mặt  | Khách mời | Khách mời | Khách mời | Vắng mặt  | Vắng mặt  | Vắng mặt  | Khách mời | Vắng mặt  |          |
| Traci Dinwiddie         | Pamela Barnes       | Vắng mặt  | Vắng mặt  | Vắng mặt  | Định kỳ   | Khách mời | Vắng mặt  | Vắng mặt  | Vắng mặt  | Vắng mặt  | Vắng mặt  | Vắng mặt  | Vắng mặt  |          |
| Mitch Pileggi           | Samuel Campbell     | Vắng mặt  | Vắng mặt  | Vắng mặt  | Khách mời | Vắng mặt  | Định kỳ   | Vắng mặt  | Vắng mặt  | Vắng mặt  | Vắng mặt  | Vắng mặt  | Vắng mặt  |          |
| Julie McNiven           | Anna Milton         | Vắng mặt  | Vắng mặt  | Vắng mặt  | Định kỳ   | Khách mời | Vắng mặt  | Vắng mặt  | Vắng mặt  | Vắng mặt  | Vắng mặt  | Vắng mặt  | Vắng mặt  |          |
| Rob Benedict            | Chuck Shurley       | Vắng mặt  | Vắng mặt  | Vắng mặt  | Khách mời | Định kỳ   | Vắng mặt  | Vắng mặt  | Vắng mặt  | Vắng mặt  | Khách mời | Định kỳ   | Vắng mặt  |          |
| Jake Abel               | Adam Milligan       | Vắng mặt  | Vắng mặt  | Vắng mặt  | Khách mời | Khách mời | Vắng mặt  | Vắng mặt  | Vắng mặt  | Vắng mặt  | Vắng mặt  | Vắng mặt  | Vắng mặt  | Vắng mặt |
| Kathryn Newton*         | Claire Novak        | Vắng mặt  | Vắng mặt  | Vắng mặt  | Khách mời | Vắng mặt  | Vắng mặt  | Vắng mặt  | Vắng mặt  | Vắng mặt  | Định kỳ   | Khách mời | Khách mời |          |
| Emily Perkins           | Becky Rosen         | Vắng mặt  | Vắng mặt  | Vắng mặt  | Vắng mặt  | Khách mời | Vắng mặt  | Khách mời | Vắng mặt  | Vắng mặt  | Vắng mặt  | Vắng mặt  | Vắng mặt  |          |
| Kim Rhodes              | Jody Mills          | Vắng mặt  | Vắng mặt  | Vắng mặt  | Vắng mặt  | Khách mời | Khách mời | Định kỳ   | Khách mời | Khách mời | Khách mời | Khách mời | Khách mời |          |
| Julian Richings         | Death               | Vắng mặt  | Vắng mặt  | Vắng mặt  | Vắng mặt  | Khách mời | Khách mời | Khách mời | Vắng mặt  | Khách mời | Khách mời | Vắng mặt  | Vắng mặt  |          |
| Jessica Heafey          | Gwen Campbell       | Vắng mặt  | Vắng mặt  | Vắng mặt  | Vắng mặt  | Vắng mặt  | Định kỳ   | Vắng mặt  | Vắng mặt  | Vắng mặt  | Vắng mặt  | Vắng mặt  | Vắng mặt  |          |
| Corin Nemec             | Christian Campbell  | Vắng mặt  | Vắng mặt  | Vắng mặt  | Vắng mặt  | Vắng mặt  | Định kỳ   | Vắng mặt  | Vắng mặt  | Vắng mặt  | Vắng mặt  | Vắng mặt  | Vắng mặt  |          |
| Sebastian Roche         | Balthazar           | Vắng mặt  | Vắng mặt  | Vắng mặt  | Vắng mặt  | Vắng mặt  | Định kỳ   | Vắng mặt  | Vắng mặt  | Vắng mặt  | Vắng mặt  | Vắng mặt  | Vắng mặt  |          |
| Theo Devaney*           | Gavin MacLeod       | Vắng mặt  | Vắng mặt  | Vắng mặt  | Vắng mặt  | Vắng mặt  | Khách mời | Vắng mặt  | Vắng mặt  | Khách mời | Vắng mặt  | Vắng mặt  | Khách mời |          |
| Kim Johnston Ulrich     | Eleanor Visyak      | Vắng mặt  | Vắng mặt  | Vắng mặt  | Vắng mặt  | Vắng mặt  | Định kỳ   | Vắng mặt  | Vắng mặt  | Vắng mặt  | Vắng mặt  | Vắng mặt  | Vắng mặt  |          |
| Kevin McNally           | Frank Devereaux     | Vắng mặt  | Vắng mặt  | Vắng mặt  | Vắng mặt  | Vắng mặt  | Vắng mặt  | Định kỳ   | Vắng mặt  | Vắng mặt  | Vắng mặt  | Vắng mặt  | Vắng mặt  |          |
| DJ Qualls               | Garth Fitzgerald IV | Vắng mặt  | Vắng mặt  | Vắng mặt  | Vắng mặt  | Vắng mặt  | Vắng mặt  | Khách mời | Khách mời | Khách mời | Vắng mặt  | Vắng mặt  | Vắng mặt  |          |
| Felicia Day             | Charlie Bradbury    | Vắng mặt  | Vắng mặt  | Vắng mặt  | Vắng mặt  | Vắng mặt  | Vắng mặt  | Khách mời | Khách mời | Khách mời | Định kỳ   | Vắng mặt  | Vắng mặt  |          |
| Osric Chau              | Kevin Tran          | Vắng mặt  | Vắng mặt  | Vắng mặt  | Vắng mặt  | Vắng mặt  | Vắng mặt  | Định kỳ   | Định kỳ   | Định kỳ   | Vắng mặt  | Khách mời | Vắng mặt  |          |
| Lauren Tom*             | Linda Tran          | Vắng mặt  | Vắng mặt  | Vắng mặt  | Vắng mặt  | Vắng mặt  | Vắng mặt  | Khách mời | Khách mời | Khách mời | Vắng mặt  | Vắng mặt  | Vắng mặt  |          |
| Ty Olsson               | Benny Lafitte       | Vắng mặt  | Vắng mặt  | Vắng mặt  | Vắng mặt  | Vắng mặt  | Vắng mặt  | Vắng mặt  | Định kỳ   | Vắng mặt  | Khách mời | Vắng mặt  | Vắng mặt  |          |
| Liane Balaban           | Amelia Richardson   | Vắng mặt  | Vắng mặt  | Vắng mặt  | Vắng mặt  | Vắng mặt  | Vắng mặt  | Vắng mặt  | Định kỳ   | Vắng mặt  | Vắng mặt  | Vắng mặt  | Vắng mặt  |          |
| Tyler Johnston          | Samandriel          | Vắng mặt  | Vắng mặt  | Vắng mặt  | Vắng mặt  | Vắng mặt  | Vắng mặt  | Vắng mặt  | Định kỳ   | Vắng mặt  | Vắng mặt  | Vắng mặt  | Vắng mặt  |          |
| Alaina Huffman          | Josie Sands         | Vắng mặt  | Vắng mặt  | Vắng mặt  | Vắng mặt  | Vắng mặt  | Vắng mặt  | Vắng mặt  | Khách mời | Khách mời | Vắng mặt  | Vắng mặt  | Vắng mặt  | Vắng mặt |
| Tahmoh Penikett*        | Gadreel             | Vắng mặt  | Vắng mặt  | Vắng mặt  | Vắng mặt  | Vắng mặt  | Vắng mặt  | Vắng mặt  | Vắng mặt  | Định kỳ   | Vắng mặt  | Vắng mặt  | Vắng mặt  |          |
| Briana Buckmaster       | Donna Hanscum       | Vắng mặt  | Vắng mặt  | Vắng mặt  | Vắng mặt  | Vắng mặt  | Vắng mặt  | Vắng mặt  | Vắng mặt  | Khách mời | Khách mời | Khách mời | Khách mời |          |
| Erica Carroll*          | Hannah              | Vắng mặt  | Vắng mặt  | Vắng mặt  | Vắng mặt  | Vắng mặt  | Vắng mặt  | Vắng mặt  | Vắng mặt  | Định kỳ   | Định kỳ   | Khách mời | Vắng mặt  |          |
| Danielle Kremeniuk      | Ingrid              | Vắng mặt  | Vắng mặt  | Vắng mặt  | Vắng mặt  | Vắng mặt  | Vắng mặt  | Vắng mặt  | Vắng mặt  | Khách mời | Khách mời | Vắng mặt  | Vắng mặt  |          |
| Katherine Ramdeen       | Alex Jones          | Vắng mặt  | Vắng mặt  | Vắng mặt  | Vắng mặt  | Vắng mặt  | Vắng mặt  | Vắng mặt  | Vắng mặt  | Khách mời | Vắng mặt  | Khách mời | Khách mời |          |
| Travis Aaron Wade       | Cole Trenton        | Vắng mặt  | Vắng mặt  | Vắng mặt  | Vắng mặt  | Vắng mặt  | Vắng mặt  | Vắng mặt  | Vắng mặt  | Vắng mặt  | Định kỳ   | Vắng mặt  | Vắng mặt  |          |
| Lisa Berry              | Billie              | Vắng mặt  | Vắng mặt  | Vắng mặt  | Vắng mặt  | Vắng mặt  | Vắng mặt  | Vắng mặt  | Vắng mặt  | Vắng mặt  | Vắng mặt  | Định kỳ   | Khách mời |          |

*Nhân vật đã được thể hiện bởi nhiều diễn viên khác nhau với các diễn viên được liệt kê là chính.

### Phản diện
| Diễn viên              | Nhân vật         | Phần     | Phần      | Phần      | Phần     | Phần      | Phần      | Phần      | Phần      | Phần      | Phần     | Phần      | Phần      |          |
| Diễn viên              | Nhân vật         | 1        | 2         | 3         | 4        | 5         | 6         | 7         | 8         | 9         | 10       | 11        | 12        |          |
| ---------------------- | ---------------- | -------- | --------- | --------- | -------- | --------- | --------- | --------- | --------- | --------- | -------- | --------- | --------- | -------- |
| Frederic Lehne*        | Azazel           | Định kỳ  | Định kỳ   | Vắng mặt  | Định kỳ  | Vắng mặt  | Khách mời | Vắng mặt  | Vắng mặt  | Vắng mặt  | Vắng mặt | Vắng mặt  | Vắng mặt  |          |
| Rachel Miner*          | Meg Masters**    | Định kỳ  | Khách mời | Vắng mặt  | Vắng mặt | Khách mời | Khách mời | Định kỳ   | Khách mời | Vắng mặt  | Vắng mặt | Vắng mặt  | Vắng mặt  | Vắng mặt |
| Sterling K. Brown      | Gordon Walker    | Vắng mặt | Khách mời | Khách mời | Vắng mặt | Vắng mặt  | Vắng mặt  | Vắng mặt  | Vắng mặt  | Vắng mặt  | Vắng mặt | Vắng mặt  | Vắng mặt  |          |
| Richard Speight Jr.    | Gabriel**        | Vắng mặt | Khách mời | Khách mời | Vắng mặt | Khách mời | Vắng mặt  | Vắng mặt  | Vắng mặt  | Khách mời | Vắng mặt | Vắng mặt  | Vắng mặt  |          |
| Katherine Boecher*     | Lilith           | Vắng mặt | Vắng mặt  | Khách mời | Định kỳ  | Vắng mặt  | Vắng mặt  | Vắng mặt  | Vắng mặt  | Vắng mặt  | Vắng mặt | Vắng mặt  | Vắng mặt  |          |
| Robert Wisdom*         | Uriel            | Vắng mặt | Vắng mặt  | Vắng mặt  | Định kỳ  | Khách mời | Vắng mặt  | Vắng mặt  | Vắng mặt  | Vắng mặt  | Vắng mặt | Vắng mặt  | Vắng mặt  |          |
| Christopher Heyerdahl* | Alastair         | Vắng mặt | Vắng mặt  | Vắng mặt  | Định kỳ  | Vắng mặt  | Vắng mặt  | Vắng mặt  | Vắng mặt  | Vắng mặt  | Vắng mặt | Vắng mặt  | Vắng mặt  |          |
| Kurt Fuller            | Zachariah        | Vắng mặt | Vắng mặt  | Vắng mặt  | Định kỳ  | Định kỳ   | Vắng mặt  | Vắng mặt  | Vắng mặt  | Vắng mặt  | Vắng mặt | Vắng mặt  | Vắng mặt  |          |
| Demore Barnes*         | Raphael          | Vắng mặt | Vắng mặt  | Vắng mặt  | Vắng mặt | Khách mời | Định kỳ   | Vắng mặt  | Vắng mặt  | Vắng mặt  | Vắng mặt | Vắng mặt  | Vắng mặt  |          |
| Rick Worthy            | Alpha Vampire    | Vắng mặt | Vắng mặt  | Vắng mặt  | Vắng mặt | Vắng mặt  | Khách mời | Khách mời | Vắng mặt  | Vắng mặt  | Vắng mặt | Vắng mặt  | Vắng mặt  |          |
| Julia Maxwell*         | Eve              | Vắng mặt | Vắng mặt  | Vắng mặt  | Vắng mặt | Vắng mặt  | Định kỳ   | Vắng mặt  | Vắng mặt  | Vắng mặt  | Vắng mặt | Vắng mặt  | Vắng mặt  |          |
| Benito Martinez        | Edgar            | Vắng mặt | Vắng mặt  | Vắng mặt  | Vắng mặt | Vắng mặt  | Vắng mặt  | Định kỳ   | Vắng mặt  | Vắng mặt  | Vắng mặt | Vắng mặt  | Vắng mặt  |          |
| Cameron Bancroft       | Dr. Gaines       | Vắng mặt | Vắng mặt  | Vắng mặt  | Vắng mặt | Vắng mặt  | Vắng mặt  | Định kỳ   | Vắng mặt  | Vắng mặt  | Vắng mặt | Vắng mặt  | Vắng mặt  |          |
| Sean Owen Roberts*     | Chet             | Vắng mặt | Vắng mặt  | Vắng mặt  | Vắng mặt | Vắng mặt  | Vắng mặt  | Định kỳ   | Vắng mặt  | Vắng mặt  | Vắng mặt | Vắng mặt  | Vắng mặt  |          |
| James Patrick Stuart   | Dick Roman       | Vắng mặt | Vắng mặt  | Vắng mặt  | Vắng mặt | Vắng mặt  | Vắng mặt  | Định kỳ   | Vắng mặt  | Vắng mặt  | Vắng mặt | Vắng mặt  | Vắng mặt  |          |
| Olivia Cheng           | Susan            | Vắng mặt | Vắng mặt  | Vắng mặt  | Vắng mặt | Vắng mặt  | Vắng mặt  | Định kỳ   | Vắng mặt  | Vắng mặt  | Vắng mặt | Vắng mặt  | Vắng mặt  |          |
| Amanda Tapping         | Naomi            | Vắng mặt | Vắng mặt  | Vắng mặt  | Vắng mặt | Vắng mặt  | Vắng mặt  | Vắng mặt  | Định kỳ   | Vắng mặt  | Vắng mặt | Vắng mặt  | Vắng mặt  |          |
| Alaina Huffman*        | Abaddon          | Vắng mặt | Vắng mặt  | Vắng mặt  | Vắng mặt | Vắng mặt  | Vắng mặt  | Vắng mặt  | Định kỳ   | Định kỳ   | Vắng mặt | Vắng mặt  | Vắng mặt  | Vắng mặt |
| Curtis Armstrong       | Metatron**       | Vắng mặt | Vắng mặt  | Vắng mặt  | Vắng mặt | Vắng mặt  | Vắng mặt  | Vắng mặt  | Định kỳ   | Định kỳ   | Định kỳ  | Định kỳ   | Vắng mặt  |          |
| Ruth Connell           | Rowena**         | Vắng mặt | Vắng mặt  | Vắng mặt  | Vắng mặt | Vắng mặt  | Vắng mặt  | Vắng mặt  | Vắng mặt  | Vắng mặt  | Định kỳ  | Định kỳ   | Định kỳ   |          |
| Emily Swallow*         | Amara**          | Vắng mặt | Vắng mặt  | Vắng mặt  | Vắng mặt | Vắng mặt  | Vắng mặt  | Vắng mặt  | Vắng mặt  | Vắng mặt  | Vắng mặt | Định kỳ   | Vắng mặt  |          |
| Jesse Reid             | Jervis           | Vắng mặt | Vắng mặt  | Vắng mặt  | Vắng mặt | Vắng mặt  | Vắng mặt  | Vắng mặt  | Vắng mặt  | Vắng mặt  | Vắng mặt | Khách mời | Khách mời |          |
| Elizabeth Blackmore    | Lady Toni Bevell | Vắng mặt | Vắng mặt  | Vắng mặt  | Vắng mặt | Vắng mặt  | Vắng mặt  | Vắng mặt  | Vắng mặt  | Vắng mặt  | Vắng mặt | Khách mời | Định kỳ   |          |
| David Haydn-Jones      | Arthur Ketch**   | Vắng mặt | Vắng mặt  | Vắng mặt  | Vắng mặt | Vắng mặt  | Vắng mặt  | Vắng mặt  | Vắng mặt  | Vắng mặt  | Vắng mặt | Vắng mặt  | Định kỳ   |          |

*Nhân vật đã được thể hiện bởi nhiều diễn viên khác nhau với các diễn viên được liệt kê là chính.
**Nhân vật xuất hiện lần đầu với tư cách phản diện, nhưng giúp anh em nhà Winchester ở một thời điểm nào đó, nên có thể được xem là một nhân vật trung lập.